# Emmy Beckmann
Emmy Dora Caroline Beckmann (* 12. April 1880 in Wandsbek; † 24. Dezember 1967 in Hamburg) war eine deutsche Pädagogin und Politikerin (DDP, FDP).

## Leben

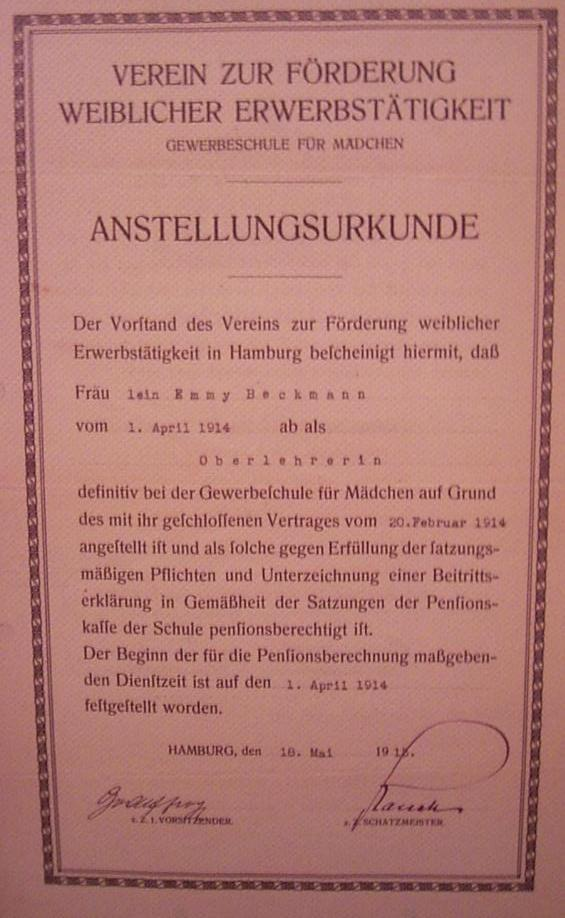
Anstellungsurkunde für Emmy Beckmann an der Gewerbeschule für Mädchen.

Beckmann, deren älterer Bruder Heinz Hauptpastor an St. Nikolai war, arbeitete ab 1911 als Lehrerin in Hamburg. 1925 reiste sie als Delegierte zum internationalen Frauenkongress nach Washington. 1926 wurde sie zur Schulleiterin der damaligen Helene-Lange-Oberrealschule ernannt. Ein Jahr später wurde sie als erste Frau in Hamburg Oberschulrätin.
1932 nahm Beckmann in einer Veröffentlichung unter anderem Stellung gegen die auch in Hamburg immer mehr aufkommenden Nationalsozialisten.
Wie viele andere demokratisch gesinnte Personen der Weimarer Republik wurde Beckmann daraufhin 1933 von den Nationalsozialisten ihrer Ämter enthoben und mit der Begründung „nationale Unzuverlässigkeit“ vorzeitig pensioniert. Sie zog sich während der Zeit des Nationalsozialismus mit ihrer Zwillingsschwester Hanna in die innere Emigration zurück. Bereits 1945 wurde sie von Heinrich Landahl wieder als Oberschulrätin eingesetzt. Sie hat maßgeblich am Wiederaufbau des Hamburgischen Schulwesens mitgewirkt.
Emmy Beckmann machte sich ihr ganzes Leben für die Belange von Frauen stark. So war sie unter anderem 1915 Gründungsmitglied des Stadtbundes Hamburgischer Frauenvereine, gab die Quellenhefte zum Frauenleben in der Geschichte heraus und gehörte 1946 zu den Mitbegründerinnen des Hamburger Frauenringes. Anfang 1948 initiierte sie die Wiedergründung des Akademikerinnenbundes Hamburg, dem sie schon in der Weimarer Zeit angehört hatte und der heute dem Deutschen Akademikerinnenbund angehört. Letzterem stand Beckmann seit dessen Wiedergründung 1949 vor.
Beckmann gehörte von 1958 bis 1960 dem Kuratorium der Friedrich-Naumann-Stiftung für die Freiheit an.
Nach ihrem Tod 1967 wurde sie auf dem Friedhof Ohlsdorf begraben. Die gemeinsame Grabplatte für sie und ihre Schwester liegt inzwischen im Garten der Frauen.

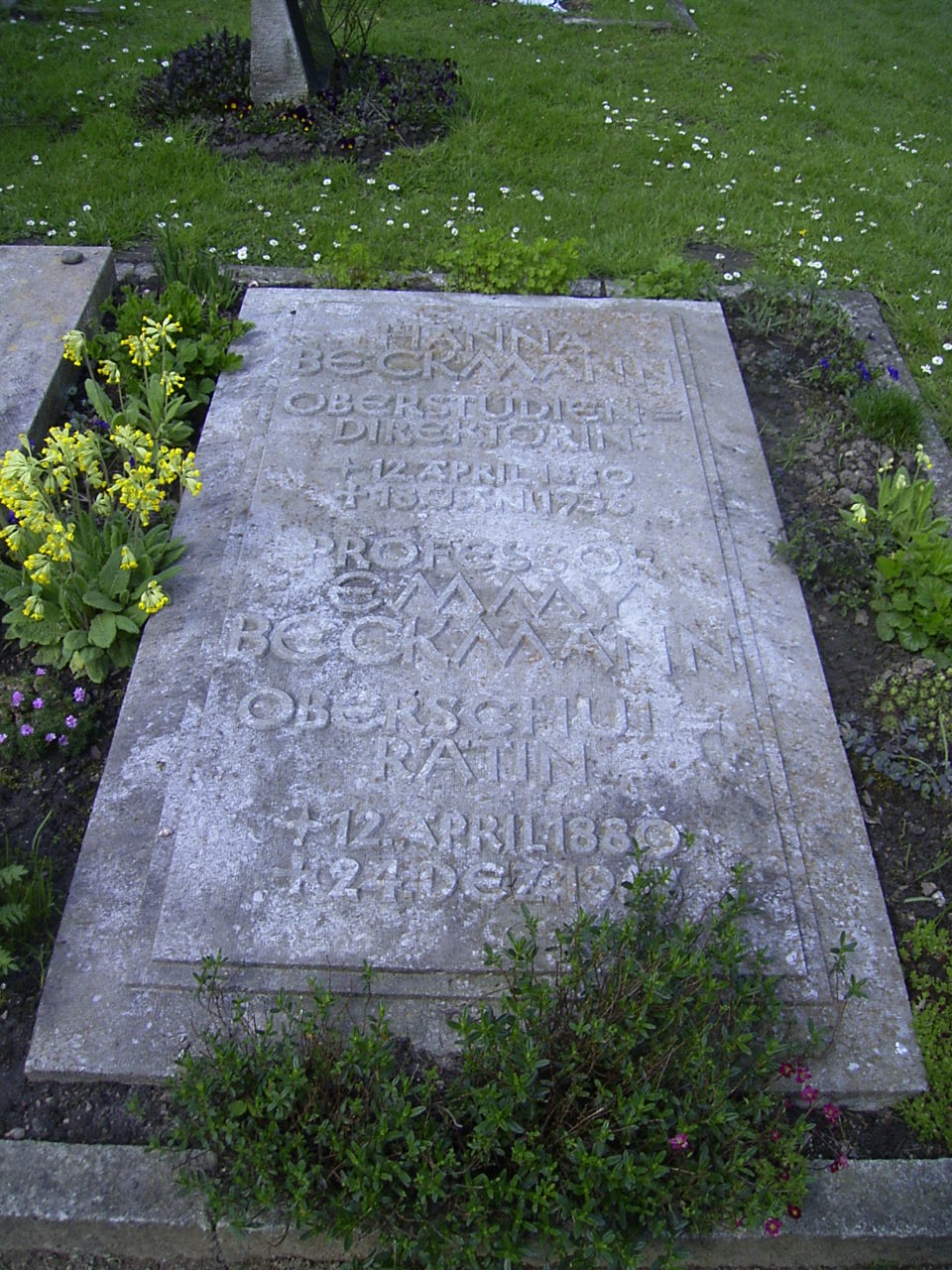
Grabplatte für Hanna und Emmy Beckmann im Garten der Frauen auf dem Friedhof Ohlsdorf.

## Partei
In der Weimarer Republik gehörte Emmy Beckmann der DDP (ab 1930: Deutsche Staatspartei) an. Sie beteiligte sich 1945 an der Gründung der Partei Freier Demokraten, aus der später der Hamburger FDP-Landesverband wurde. Innerparteilich zählte sie zum linken Parteiflügel. So gehörte sie neben Hans-Harder Biermann-Ratjen, Harald Abatz, Max Dibbern, Anton Leser und Lieselotte Anders zu den Unterzeichnern von Edgar Engelhards Aufruf für eine liberale Sammlung vom 20. Januar 1951, der sich gegen die Planungen der Landesverbände Nordrhein-Westfalen, Hessen und Niedersachsen aussprach, aus der FDP eine Partei der nationalen Sammlung zu machen.

## Abgeordnete
Von 1921 bis 1933 und von 1949 bis 1957 gehörte Beckmann der Hamburgischen Bürgerschaft an. Bereits 1946 wollte die britische Besatzungsmacht sie in die Ernannte Bürgerschaft berufen, sie lehnte dies jedoch im Hinblick auf ihre berufliche Tätigkeit als Oberschulrätin ab. Bei den Beratungen über die neue Hamburgische Verfassung beantragte sie, den Satz „Dem Senat müssen Frauen angehören“ in Artikel 33 aufzunehmen, konnte sich damit jedoch nicht durchsetzen. Selbst aus der eigenen Fraktion stimmten nur Emilie Kiep-Altenloh, Lieselotte Anders, Walter Brosius und Hans-Harder Biermann-Ratjen für den Antrag. Nach der Bürgerschaftswahl 1953 wurde sie von den Hamburger Frauenverbänden neben Emilie Kiep-Altenloh für ein Senatorenamt vorgeschlagen, kam jedoch nicht zum Zuge. 1957 wurde sie zwar erneut in die Bürgerschaft gewählt, verzichtete aber aus Altersgründen auf das Mandat. Schwerpunkt ihrer parlamentarischen Arbeit war die Bildungspolitik. Im Gegensatz zu Senator Heinrich Landahl und der SPD sprach sie sich gegen die sechsjährige Grundschule und für das 13. Schuljahr auf dem Gymnasium aus. Sie begründete dies damit, dass sechs Jahre auf dem Gymnasium für eine Hinführung zu wissenschaftlichem Arbeiten auf der Universität zu kurz seien.
Bei der ersten Bundestagswahl 1949 kandidierte sie hinter Hermann Schäfer und Willy Max Rademacher auf Listenplatz drei der FDP-Landesliste, der jedoch nicht zum Einzug in den Bundestag reichte. An der ersten Bundesversammlung nahm Beckmann als eine der Vertreterinnen Hamburgs teil.

## Ehrungen
- 1953 erhielt Emmy Beckmann das Große Bundesverdienstkreuz. 1957 verlieh ihr der Senat den Professorentitel. Zudem wurde ihr 1961 als erster Frau überhaupt die Bürgermeister-Stolten-Medaille verliehen.
- Emmy Beckmann wurde von der Hamburger Malerin Ilse Tesdorpf-Edens (1892–1966) porträtiert, deren bis 1943 geschaffene Werke bei einem Bombenangriff verlorengingen.[6]
- Zu Ehren der Politikerin und Frauenrechtlerin wurde 1980 der Emmy-Beckmann-Weg in Niendorf nach ihr benannt.
- Ihrer Person und ihrem Wirken wird heute auf dem Ohlsdorfer Friedhof im Garten der Frauen gedacht.

## Veröffentlichungen
- Um Stellung und Beruf der Frau. o. O., o. J. nach Mai 1932.[7]
- Quellen zur Geschichte der Frauenbewegung, mit Elisabeth Kardel, Verlag Moritz Diesterweg, Frankfurt am Main 1955.
- Was ich hier geliebt. Briefe von Helene Lange. Mit einem Lebensbild von Gertrud Bäumer, Wunderlich-Verlag, Tübingen 1957.